# Červencová
Červencová (Pyrus communis 'Červencová') je ovocný strom, kultivar druhu hrušeň obecná z čeledi růžovitých. Plody jsou řazeny mezi odrůdy letních hrušek, sklízí se v červenci, dozrává v červenci. Jiný název 'Červencová pestrá'.  Plody rychle přezrávají. Rozpoznávacím znakem jsou leskle zelené listy a barva plodu. 

## Historie

### Původ
Byla vyšlechtěna ve Francii v roce 1857, v Rouen, ve školkách Boisbunnelových. V ČR byla povolena v roce 1954.

## Vlastnosti
Odrůda je cizosprašná. Vhodnými opylovači jsou odrůdy Konference. Je dobrým opylovačem

### Růst
Růst odrůdy je bujný později slabý. Habitus koruny je úzce pyramidální. Vyžaduje zmlazovací řez, rychle stárne.

## Plodnost
Plodí časně, hojně a pravidelně.

## Plod
Plod je vejčitý, malý. Slupka hladká, žlutozeleně, později žlutě zbarvená s červeným žíháním. Dužnina je nažloutlá polojemná, se sladce navinulou chutí, docela dobrá. Podle jiných zdrojů chuť kolísavá, málo kořenitá.

## Choroby a škůdci
Odrůda je považována za odolnou proti strupovitosti ale i rzivosti. Je středně odolná proti namrzání.

## Použití
Dobře snese přepravu. Je vhodná ke skladování a přímému konzumu. Odrůdu lze použít do středních a teplých poloh. Ve vyšších polohách není ranou odrůdou.